# Alicia Urreta Arroyo
Alicia Urreta Arroyo (12 d'octubre de 1930, Veracruz-20 de desembre de 1986, Mèxic DF) va ser una pianista i compositora mexicana.

## Biografia
Alicia Urreta va concórrer al Conservatori de la ciutat de Mèxic, on va ser alumna de Rodolfo Halffter (1900-1987) i va estudiar harmonia. Des de 1957, va treballar com a concertista de piano i com a professora a la Universitat Nacional Autònoma de Mèxic, on va ensenyar música de cambra i música electrònica. Es va especialitzar en composició de música electrònica i electroacústica en la Schola Cantorum de París. A més de la seva carrera com a compositora, destaca el seu treball en l'àmbit de la música de cambra i també en el de la música d'orquestra, car hi va exercir com a pianista, intèrpret de celesta i instruments de percussió en l'Orquestra Simfònica Nacional (Mèxic).
Va compondre, entre altres obres, una òpera de càmera, cinc ballets, peces per a instruments solistes, una cantata, música incidental, música concreta de Noh i bandes sonores de pel·lícules i de teatre.

## Obra
- Ralenti para cinta magnética, 1969.

- El romance de Doña Balada – estrenat el 1974, Centro Cultural El Ágora, Villahermosa, Mèxic.[4] Cantó Ángela Peralta, "La Nightingale Mexicana", Paniagua, Morales, y Ortega del Villar.

- Natura mortis o la verdadera historia de Caperucita Roja para recitante, piano y banda magnética, 1971.

- Estudi sobre una guitarra per a banda magnètica.

- Cante, homenaje a Manuel de Falla para actores, cantantes, tres bailarines, percusión y banda magnética, 1976.

- Salmodia II para piano y banda magnética, 1980.

- Selva de pájaros para banda magnética, 1978.

- Dameros II para banda magnética, 1984.

- Dameros III para banda magnética, 1985.